# Counter-Clock World
Counter-Clock World (Lumea timpului invers) este un roman science fiction din 1967 al scriitorului american Philip K. Dick. Este un fix-up al povestirii sale scurte "Your Appointment Will Be Yesterday- Întâlnirea dvs. va fi ieri", care a fost publicată pentru prima dată în ediția din august 1966 a revistei Amazing Stories.

## Prezentare
Romanul descrie un viitor în care timpul a început să se miște invers, ceea ce a dus la reînvierea morților în propriile lor morminte ("old-birth" - "nașterea bătrânilor"), la trăirea vieților în sens invers și eventual la revenirea în uter, unde se divizează într-un ou și un spermatozoid în timpul copulației între mamă și tată. 

## Legături externe
- en  Istoria publicării lucrării Counter-Clock World la Internet Speculative Fiction Database